# Neknupis
Neknupis je řeka v západní Litvě, v okrese Klaipėda (Klaipėdský kraj). Je to levý přítok řeky Minija. Pramení v katastru obce Butkai (5 km na sever od Priekulė. Teče směrem jihozápadním, později postupně směry jižním, východním, jižním, západním a jihozápadním v ostých úhlech. Do řeky Minija se vlévá po průtoku vsí Voveriškiai (naproti Priekulė jako její levý přítok 33,3 km od jejího ústí do Atmaty.

## Přítoky
Levé:
- má dvě propojení s řekou Agluona